# دختری با گوشواره مروارید
دختری با گوشواره مروارید (به هلندی: Meisje met de parel) از آثار برجستهٔ نقاش هلندی یوهانس فرمیر است که به‌تنهایی یکی از پایه‌های ثابت «دوران طلایی هنر» در هلندِ قرن هفدهم میلادی است.
اکثر آثار ورمر پرتره‌هایی بود از طبقه معمولی و بورژوا در حین انجام کار یا زندگی روزمره که در میان بیش از ۴۰ اثر این نقاش هلندی، «دختری با گوشواره مروارید» تنها اثری است که با دیدی کلی شکل گرفته‌است و هیچ گونه توجهی به حرفه، مکان و زمان در سیماشناسی مدل نشده‌است. نکته دیگری که برای تقریباً ۳۰۰ سال هنوز هم در هاله‌ای از ابهام قرار دارد، خودِ دختر جوانی است که از پس شانه‌اش به روبه‌رو نگاه می‌کند. در پس زمینه‌ای تیره، مبهم و با پوششی نامتعارف، این دختر جوان در هیچ محیطِ از پیش تعیین شده‌ای جای نمی‌گیرد.
حدس‌ها برای شناسایی این دختر بسیار گسترده بوده و همه آنها به علت عدم وجود مشخصه‌ای ویژه در صورت، لباس یا حتی محیط، در حد حدس و گمان باقی‌مانده‌است. از این میان می‌توان به ماریا ورمر مدل گمنامی که در خانه ورمر به عنوان پیشخدمت کار می‌کرد، اشاره کرد. جدای از همهٔ این تفاسیر، این اثر از معدود آثاری است که الهام بخش بسیاری از نویسندگان، نقاشان و فیلمسازان در قرن‌ها بعد از شکل گیری‌اش بوده‌است.
این اثر از سال ۱۹۰۲ در موزه مائریتشویس در شهر لاهه نگهداری می‌شود و ترمیم‌های متعددی بر روی آن صورت گرفته‌است. در سال ۲۰۰۶، مردم هلند آن را به عنوان زیباترین نقاشی هلند برگزیدند.

## توصیف
این نقاشی دختری اروپایی را نشان می‌دهد که لباسی عجیب و دستاری خاوری پوشیده‌است و گوشواره‌ای از مرواریدِ بسیار بزرگی را در گوشش دارد
. در سال ۲۰۱۴، اخترفیزیک‌دان هلندی، وینسنت ایک، در مورد جنس گوشواره شک و تردید ایجاد کرد و اظهار داشت که با توجه به بازتاب آینه‌ای، گلابی-شکل بودن و اندازه بزرگ آن، بیش‌تر به نظر می‌رسد جنسش قلع جلاداده‌شده باشد.
تکنیک این نقاشی، رنگ روغن است و ارتفاع آن ۴۴.۵ سانتی‌متر و عرض آن ۳۹ سانتی‌متر می‌باشد. نقاشی با نام «IVMeer» امضا شده‌است ولی تاریخی ندارد؛ تخمین زده می‌شود که نقاشی در حدود سال ۱۶۶۵ کشیده شده‌باشد.
پس از آخرین ترمیم نقاشی در سال ۱۹۹۴، لطافت رنگ‌بندی و صمیمیت نگاه دخترِ در تصویر به بیننده بسیار افزایش یافته است.